# Bubas bison
Bubas bison es una especie de coleóptero de la familia Scarabaeidae.

## Distribución geográfica
Habita en el paleártico: la Europa mediterránea y el norte de África.